# アダム・マリシュ
アダム・マウィシュ（ポーランド語: Adam Henryk Małysz、1977年12月3日 - ）は、ポーランド南部ヴィスワ出身の元スキージャンプ選手。1990年代中盤から国際試合で活躍し2010-2011シーズン限りで現役を引退した。ファミリーネームは日本では英文で代替した「Malysz」表記に準じて「マリシュ」と表記されることが多い。
身長170cmと小柄な体ながら、ダイナミックなジャンプで2000年代前半にスキージャンプ・ワールドカップで連勝を重ねた“ポーランドの英雄”。

## 経歴
マリシュはノルディック複合選手として競技を始めた。15歳のときにタイル職人の教育を受け、またスキージャンプでは国際大会にデビューした。
1994年12月9日にスキージャンプ・ワールドカップデビュー。
1996年3月18日にホルメンコーレン大会でスキージャンプ・ワールドカップ初優勝しこのシーズン総合7位、翌1996-1997シーズンに日本で2勝するなるなど順調に成長を見せていたが1997-1998シーズンから成績は低迷した。
1998年長野オリンピックではノーマルヒル51位、ラージヒル52位だった。
長野オリンピック後、スキー板の長さの規定が変更され身長の低い選手は軒並み不振に陥ったが、2000年に大学教授、コーチ、トレーナー、メンタルドクターからなる「チーム・マリシュ」を結成。筋力トレーニングによって肉体改造を行い、力強い踏み切りを身に付け好成績を残して170cmの身長でも活躍できることを示した。

オーストリア人マネージャーのエディ・フェーデラー(de:Edi Federer)（元スキージャンプ選手でアンドレアス・ゴルトベルガーやトーマス・モルゲンシュテルンのマネージャーも務める）やApoloniusz Tajnerコーチによるサポートをうけた。2006-2007シーズンからマリシュはフィンランド人ハンヌ・レピスト（de:Hannu Lepistö）ヘッドコーチから指導を受けた。しかし、レピストは2007-2008シーズン終了後解雇され後任にルカシュ・クルチェクがヘッドコーチとなった。現在pl:Jan Szturcとレピストがマリシュの個人コーチとなっている。
2000-2001シーズン、ワールドカップ21戦で11勝をあげて初の総合優勝。シーズンの過半数の試合で勝利を挙げているのは、他に2015-2016シーズンに29戦中15勝で優勝したペテル・プレヴツしかいない。フィンランドのラハティで開催された世界選手権でラージヒル銀・ノーマルヒル金メダルを獲得、ホルメンコーレン・メダルを受賞するなど大活躍を見せた。以後2002-2003シーズンまで史上初のワールドカップ総合3連覇を達成、
2002年ソルトレイクシティオリンピックでは、ノーマルヒルで銅メダル、ラージヒルで銀メダルを獲得し団体でも6位入賞、2003年ノルディックスキー世界選手権では個人2冠に輝いた。
2006年トリノオリンピックでは、ノーマルヒル7位、ラージヒル14位に終わったが、翌2007年のノルディックスキー世界選手権（札幌）ではノーマルヒルで他を圧倒する大ジャンプを2本そろえて圧勝した。
さらに大会後のワールドカップではノルディックトーナメントで3連勝、3月23日からのプラニツァでのフライングヒル3連戦も全勝、個人戦7試合中6勝と圧倒的な強さを見せつけてマッチ・ニッカネンに並ぶタイ記録の4度目の個人総合優勝に輝いた。
2010年バンクーバーオリンピックでは、ノーマルヒルとラージヒルで銀メダルを獲得した。ワールドカップ総合5位。
2010年の夏のシーズンはサマーグランプリで3勝して総合3位、冬に入り
2010-2011シーズンは1月21日に地元ザコパネで4シーズンぶりのワールドカップ通算39勝目をあげた。これは岡部孝信に次いで史上2番目の年長優勝であった 。
2011年ノルディックスキー世界選手権（オスロ）ではノーマルヒル個人で銅メダルを獲得。このシーズン限りでの引退を表明 して臨んだ最終戦（プラニツァ）では強風のため1本のみで終了したものの3位に入賞、このポイントによりワールカップ総合でも3位となってそのキャリアを終えた。
2011年3月26日、ザコパネでマリシュの引退記念イベントが開催された。
ワールドカップでは歴代4位タイの通算39勝（2位27回3位26回）。スキーフライングでは2011年にヴィケルスンで230.5mを記録しこれは2013年に更新されるまでポーランド記録でもあった。
高校時代の恋人イザベラと結婚し、娘が一人いる。

## 主な優勝歴
|                                  | 日付           | 開催地                              | 開催国         |
| -------------------------------- | -------------- | ----------------------------------- | -------------- |
| ノルディックスキー世界選手権     |                |                                     |                |
| 1.                               | 2001年2月23日  | 2001 ラハティノーマルヒル           | フィンランド   |
| 2.                               | 2003年2月22日  | 2003 オーベルストドルフラージヒル   | ドイツ         |
| 3.                               | 2003年2月28日  | 2003 オーベルストドルフノーマルヒル | ドイツ         |
| 4.                               | 2007年3月03日  | 2007 札幌ノーマルヒル               | 日本           |
| スキージャンプ・ワールドカップ   |                |                                     |                |
| 1.                               | 1996年3月18日  | オスロ                              | ノルウェー     |
| 2.                               | 1997年1月18日  | 札幌                                | 日本           |
| 3.                               | 1997年1月26日  | 白馬                                | 日本           |
| 4.                               | 2001年1月4日   | インスブルック                      | オーストリア   |
| 5.                               | 2001年1月6日   | ビショフスホーフェン                | オーストリア   |
| 6.                               | 2001年1月13日  | ハラコフ                            | チェコ         |
| 7.                               | 2001年1月14日  | ハラコフ                            | チェコ         |
| 8.                               | 2001年1月27日  | パークシティ                        | アメリカ合衆国 |
| 9.                               | 2001年1月27日  | 札幌                                | 日本           |
| 10.                              | 2001年1月28日  | 札幌                                | 日本           |
| 11.                              | 2001年2月4日   | ヴィリンゲン                        | ドイツ         |
| 12.                              | 2001年3月7日   | ファルン                            | スウェーデン   |
| 13.                              | 2001年3月9日   | トロンハイム                        | ノルウェー     |
| 14.                              | 2001年3月11日  | オスロ                              | ノルウェー     |
| 15.                              | 2001年11月28日 | クオピオ                            | フィンランド   |
| 16.                              | 2001年12月2日  | ティティーゼ＝ノイシュタット        | ドイツ         |
| 17.                              | 2001年12月9日  | フィラッハ                          | オーストリア   |
| 18.                              | 2001年12月16日 | エンゲルベルク                      | スイス         |
| 19.                              | 2001年12月21日 | ヴァル・ディ・フィエンメ            | イタリア       |
| 20.                              | 2001年12月22日 | ヴァル・ディ・フィエンメ            | イタリア       |
| 21.                              | 2002年1月20日  | ザコパネ                            | ポーランド     |
| 22.                              | 2003年3月11日  | オスロ                              | ノルウェー     |
| 23.                              | 2003年3月14日  | ラハティ                            | フィンランド   |
| 24.                              | 2003年3月15日  | ラハティ                            | フィンランド   |
| 25.                              | 2004年12月13日 | ハラコフ                            | チェコ         |
| 26.                              | 2005年1月16日  | バート・ミッテルンドルフ            | オーストリア   |
| 27.                              | 2005年1月29日  | ザコパネ                            | ポーランド     |
| 28.                              | 2005年1月30日  | ザコパネ                            | ポーランド     |
| 29.                              | 2006年3月12日  | オスロ                              | ノルウェー     |
| 30.                              | 2007年1月27日  | オーベルストドルフ                  | ドイツ         |
| 31.                              | 2007年2月3日   | ティティーゼ＝ノイシュタット        | ドイツ         |
| 32.                              | 2007年2月4日   | ティティーゼ＝ノイシュタット        | ドイツ         |
| 33.                              | 2007年3月11日  | ラハティ                            | フィンランド   |
| 34.                              | 2007年3月13日  | クオピオ                            | フィンランド   |
| 35.                              | 2007年3月17日  | オスロ                              | ノルウェー     |
| 36.                              | 2007年3月23日  | プラニツァ                          | スロベニア     |
| 37.                              | 2007年3月24日  | プラニツァ                          | スロベニア     |
| 38.                              | 2007年3月25日  | プラニツァ                          | スロベニア     |
| 39.                              | 2011年1月21日  | ザコパネ                            | ポーランド     |
| スキージャンプ・サマーグランプリ |                |                                     |                |
| 1.                               | 2001年8月11日  | ヒンターツァルテン                  | ドイツ         |
| 2.                               | 2004年7月31日  | ヒンターツァルテン                  | ドイツ         |
| 3.                               | 2004年8月7日   | クーシュベル                        | フランス       |
| 4.                               | 2004年9月4日   | ザコパネ                            | ポーランド     |
| 5.                               | 2004年9月8日   | ヴァル・ディ・フィエンメ            | イタリア       |
| 6.                               | 2006年8月8日   | ヴァル・ディ・フィエンメ            | イタリア       |
| 7.                               | 2006年8月26日  | ザコパネ                            | ポーランド     |
| 8.                               | 2006年9月30日  | クリンゲンタール                    | ドイツ         |
| 9.                               | 2006年10月3日  | オーベルホフ                        | ドイツ         |
| 10.                              | 2007年8月25日  | ザコパネ                            | ポーランド     |
| 11.                              | 2011年8月8日   | ヒンターツァルテン                  | ドイツ         |
| 12.                              | 2011年8月20日  | ザコパネ                            | ポーランド     |
| 13.                              | 2011年10月1日  | リベレツ                            | チェコ         |
| ポーランド選手権                 |                |                                     |                |
| 1.                               | 1994年         | ノーマルヒル                        |                |
| 2.                               | 1995年         | ラージヒル                          |                |
| 3.                               | 1996年         | ラージヒル                          |                |
| 4.                               | 1997年         | ラージヒル                          |                |
| 5.                               | 1999年         | ノーマルヒル                        |                |
| 6.                               | 2000年         | ノーマルヒル                        |                |
| 7.                               | 2000年         | ラージヒル                          |                |
| 8.                               | 2002年         | ノーマルヒル                        |                |
| 9.                               | 2002年         | ラージヒル                          |                |
| 10.                              | 2003年         | ノーマルヒル                        |                |
| 11.                              | 2003年         | ラージヒル                          |                |
| 12.                              | 2004年         | ノーマルヒル                        |                |
| 13.                              | 2004年         | ラージヒル                          |                |
| 14.                              | 2005年         | ノーマルヒル                        |                |
| 15.                              | 2005年         | ラージヒル                          |                |
| 16.                              | 2006年         | ノーマルヒル                        |                |
| 17.                              | 2007年         | ノーマルヒル                        |                |
| 18.                              | 2008年         | ノーマルヒル                        |                |
| 19.                              | 2008年         | ラージヒル                          |                |
| 20.                              | 2009年         | ノーマルヒル                        |                |
| 21.                              | 2010年         | ラージヒル                          |                |